# Fusió de nucli
Una fusió de nucli és un tipus d'accident greu en un reactor nuclear en el qual el combustible canvia d'un estat sòlid a líquid a causa del seu escalfament. Això pot ser degut a un augment de potència o la impossibilitat de refrigerar-lo. No se l'ha de confondre amb el terme 'fusió nuclear', que es refereix a la unió d'àtoms.
La fusió de nucli es produeix quan els sistemes de seguretat d'una central nuclear fallen i provoquen que la reacció nuclear es descontroli, cosa que fa que la temperatura del nucli de la central augmenti dràsticament i pot arribar a provocar la fusió dels materials radioactius, normalment urani o plutoni. La fusió de nucli és l'accident més temut, car pot provocar el col·lapse de l'estructura del nucli i, per tant, l'expulsió de grans quantitats de materials radioactius al medi ambient si hi ha algun tipus d'explosió o es filtren al subsòl.
Alguns exemples serien: l'accident de Txernòbil (1986), l'accident de Three Mile Island (1979) i l'accident nuclear de Fukushima I (2011).